# Kelachim
Kelachim (hebr. קלחים) – moszaw położony w Samorządzie Regionu Merchawim, w Dystrykcie Południowym, w Izraelu.
Leży na pograniczu północno-zachodniej części pustyni Negew, w pobliżu miasta Netiwot.

## Historia
Moszaw został założony w 1954 przez imigrantów z Iranu, Maroka i Tunezji.

## Gospodarka
Gospodarka moszawu opiera się na intensywnym rolnictwie, sadownictwie i uprawach w szklarniach.